# Ammolabrus
Ammolabrus  es un género de pez de la familia de los Labridae y del orden de los Perciformes.

## Especies
De acuerdo con FishBase:
- Ammolabrus dicrus Randall y Carlson, 1997[3]